# Grego
Gregoria Gallego Alfonso (Fuenlabrada de los Montes, Badajoz, Extremadura, 2 de junio de 1969), conocida simplemente como Grego, es una cantautora de flamenco pop y tecnorrumba.

## Biografía
Desde muy pequeña Grego demostró sus cualidades para el cante flamenco. A los once años pisó por primera vez un escenario y a los catorce ganó su primer concurso de cante flamenco, aunque no fue hasta que conoció al productor Francisco Carmona cuando realmente empezó su carrera como cantante y letrista.
Grabó y produjo ella misma su primer trabajo con canciones propias en 1997 y lo presentó en diversas actuaciones en directo, concretamente en Madrid y en Extremadura. Un año después fue fichada por Mediterráneo Latin Music, una empresa discográfica de Barcelona, la cual decidió publicarlo. Lo titularon Ese moreno, cuya canción había comenzado a sonar en la emisora Radio Tele-Taxi de Cataluña, convirtiéndose en un éxito. Con un marcado estilo tecnorrumba y aunque en realidad se trataba de una maqueta remasterizada, este álbum fue disco de platino (con más de 500.000 copias vendidas). Ante la gran expectación que obtuvo, realizó una larga gira recorriendo España y se trasladó a Barcelona,donde vive actualmente.  
Su segundo álbum de estudio, Vivo en un sueño, fue producido por Daniel R. Perassi y salió a la venta en 1999. Se caracteriza por una instrumentación más elaborada, así como un notable crecimiento en la técnica y el potencial vocal de la cantante.
Sus posteriores álbumes, Rumbo a tu corazón, Con la mirada y Soy rebelde (en el que versiona la famosa canción de Jeanette) siguen la misma línea del anterior, trabajando con músicos como Diego Camuñez, Juan Sánchez (actual guitarrista de David Bisbal), Francisco Carmona y Shanaim. Todos estos trabajos la convirtieron en una de las promotoras del flamenco pop y la consagraron como un referente de la música de barrio contemporánea.
En 2008 publica Como un huracán, esta vez con un sonido más rumbero.
En 2012 editó un trabajo titulado 3 deseos, para el cual utilizó un nombre diferente: Ghrego. Este cambio de nombre se debió a que el álbum era apócrifo de su registro habitual, decantándose por un concepto flamenco rock.
Actualmente, tras unos años alejada del mundo musical, ha lanzado cuatro nuevos sencillos: «Desperté», «El juego se acabó», «Borrar el pasado» «Somos» y《Dueña de tu vida》 
Grego ha sido incluida en varios recopilatorios, como el disco Alegría de 2005 con la canción «Soy rebelde», Éxitos de Radio Tele-Taxi con la canción «Ese moreno», Presos de la rumba (2015), ¡Viva la rumba! (2009), Rincón de Extremadura (2011), entre otros. Ha colaborado con artistas como Los Chavis, Kachito, Shanaim, El Biles y Ricardo Gabarre (Junco).

## Discografía

### Álbumes de estudio
- Ese moreno (1998)
- Vivo en un sueño (1999)
- Rumbo a tu corazón (2000)
- Con la mirada (2003)
- Soy rebelde (2005)
- Como un huracán (2008)
- 3 deseos (2012)

### Sencillos
- «Desperté» (2018)
- «El juego se acabó» (2018)
- «Borrar el pasado» (2019)
- «Somos» (2020)
- «Siempre te tendré presente» (2024)

- Datos: Q5885305